# AHRLAC
AHRLAC (Advanced High-performance Reconnaissance Light AirCraft, zaawansowany lekki samolot rozpoznawczy o wysokich osiągach) – prototypowy samolot przeciwpartyzancki i rozpoznawczy opracowany przez południowoafrykański AHRLAC Holdings. Wersja bojowa AHRLAC-a otrzymała nazwę Mwari.

## Historia konstrukcji
AHRLAC-a opracowano jako tanią (do 10 milionów dolarów) i mało wymagającą maszynę do rozpoznania i obserwacji pola walki oraz wskazywania celów (ISTAR). Paramount Group, spółka wiodąca w ramach AHRLAC Holdings, planuje eksport samolotu i twierdzi, że spotkał się on z zainteresowaniem ze strony innych państw. AHRLAC ma stanowić alternatywę zarówno dla klasycznych samolotów bojowych w państwach biedniejszych, jak i dla dronów bojowych (UCAV) w państwach bogatszych. Ponadto producent widzi też możliwość zastosowania AHRLAC-a na rynku cywilnym.
AHRLAC-a zaprezentowano publicznie w postaci pełnowymiarowej makiety 27 września 2011 roku. Pierwszy lot odbył się 26 lipca 2014 roku. Od tego dnia do końca listopada 2016 roku prototyp spędził w powietrzu ponad 230 godzin. Ukończenie budowy drugiego prototypu zaplanowano na początek roku 2017. Egzemplarz numer dwa ma być wyposażony w podwozie wciągane w locie.
W sprawie rozwoju wersji uzbrojonej o nazwie Mwari AHRLAC Holdings podpisał porozumienie z Boeingiem, który opracuje dla samolotu system zarządzania misją i będzie odpowiedzialny za promocję i sprzedaż AHRLAC-a na tych rynkach, na których Amerykanie cieszą się mocną pozycją. Produkcja seryjna będzie prowadzona w fabryce przy lotnisku Wonderboom, która ma być otwarta w roku 2017.

## Opis techniczny

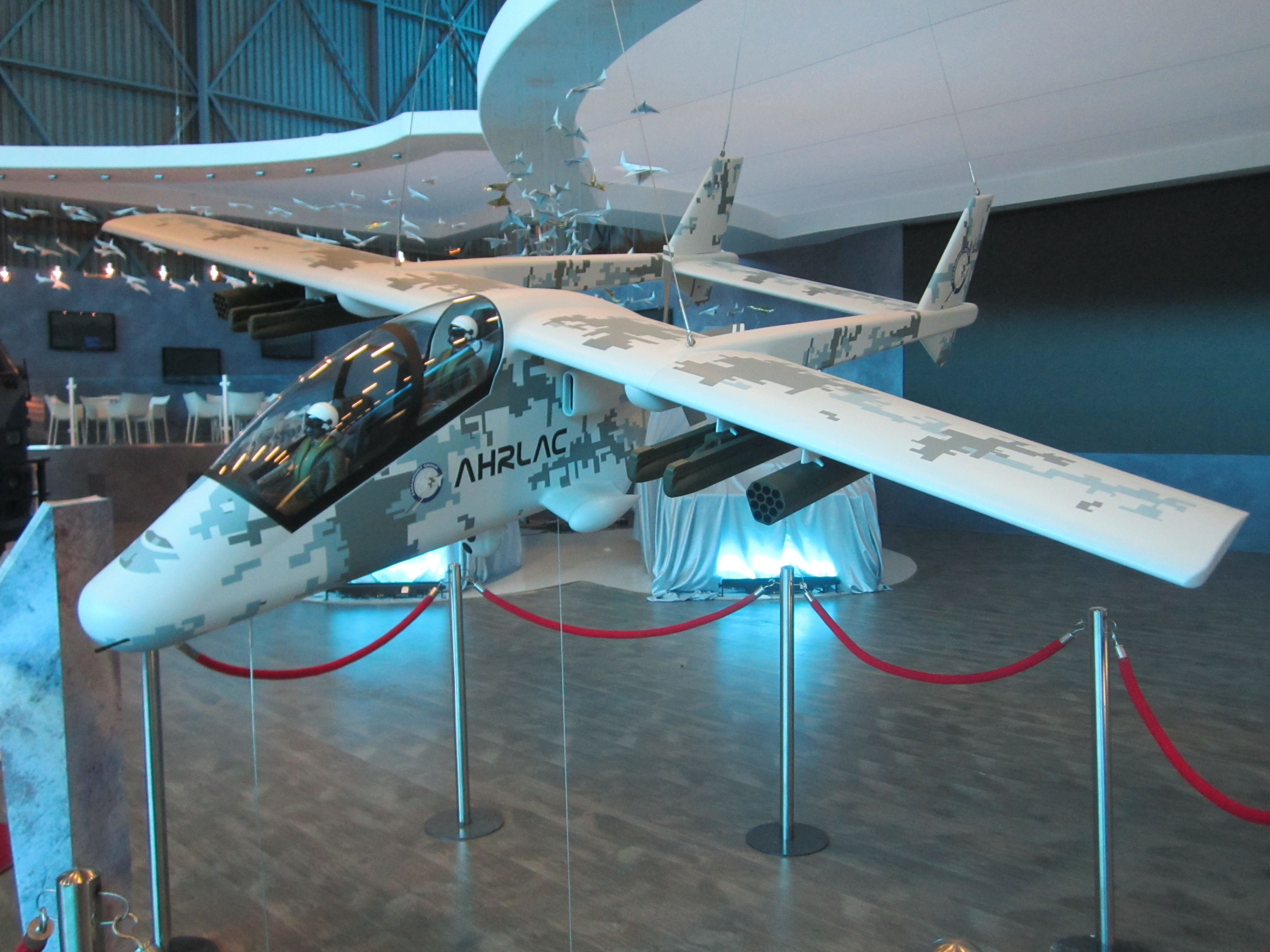
Model AHRLAC zaprezentowany przez Aerosud i Paramount na Africa Aerospace and Defence (2012)

Konstrukcja metalowa z elementami kompozytowymi w układzie dwubelkowego górnopłatu z silnikiem Pratt & Whitney PT6A-66B ze śmigłem pchającym. Skrzydło o skosie ujemnym, kabina w układzie „tandem”.
Wersja uzbrojona Mwari ma być zdolna do przenoszenia rodzimej produkcji ppk Mokopa i ZT3 Ingwe.